# Coppa del Mondo di salto con gli sci 1990
La Coppa del Mondo di salto con gli sci 1990, undicesima edizione della manifestazione organizzata dalla Federazione Internazionale Sci, ebbe inizio il 3 dicembre 1989 a Thunder Bay, in Canada, e si concluse il 25 marzo 1990 a Planica, in Jugoslavia. Furono disputate 25 gare individuali, tutte maschili, in 19 differenti località: 10 su trampolino normale e 15 su trampolino lungo (nessuna su trampolino per il volo).
Il 3 marzo a Lahti si disputò, per la prima volta e in via sperimentale, una gara a squadre, inserita nel circuito di Coppa del Mondo ma non valida ai fini delle classifiche. Nel corso della stagione si tennero a Vikersund i Campionati mondiali di volo con gli sci 1990, non validi ai fini della Coppa del Mondo, il cui calendario contemplò dunque un'interruzione alla fine del mese di febbraio.
Il finlandese Ari-Pekka Nikkola si aggiudicò la coppa di cristallo, il trofeo assegnato al vincitore della classifica generale, mentre il tedesco occidentale Dieter Thoma vinse il Torneo dei quattro trampolini, le cui prove furono ritenute valide anche ai fini della classifica di Coppa. Non vennero stilate classifiche di specialità; Jan Boklöv era il detentore uscente della Coppa generale, Risto Laakkonen del Torneo.

## Risultati
| Data                          | Località               | Nazione        | Trampolino                | Spec. | Primo                                            | Secondo                                           | Terzo                                                 |
| ----------------------------- | ---------------------- | -------------- | ------------------------- | ----- | ------------------------------------------------ | ------------------------------------------------- | ----------------------------------------------------- |
| 3 dicembre 1989               | Thunder Bay            | Canada         | Big Thunder K120          | LH    | Dieter Thoma                                     | Heinz Kuttin                                      | Ari-Pekka Nikkola                                     |
| 4 dicembre 1989               | Thunder Bay            | Canada         | Big Thunder K90           | NH    | Risto Laakkonen                                  | Andreas Felder                                    | Heinz Kuttin                                          |
| 9 dicembre 1989               | Lake Placid            | Stati Uniti    | MacKenzie Intervale K114  | LH    | Ernst Vettori                                    | Matti Nykänen                                     | Jan Boklöv                                            |
| 10 dicembre 1989              | Lake Placid            | Stati Uniti    | MacKenzie Intervale K86   | NH    | Ari-Pekka Nikkola                                | Ernst Vettori                                     | Andreas Felder                                        |
| 16 dicembre 1989              | Sapporo                | Giappone       | Miyanomori K90            | NH    | Ernst Vettori                                    | Andreas Felder                                    | Pavel Ploc                                            |
| 17 dicembre 1989              | Sapporo                | Giappone       | Ōkurayama K115            | LH    | Jens Weißflog                                    | Werner Haim                                       | Heinz Kuttin                                          |
| Torneo dei quattro trampolini |                        |                |                           |       |                                                  |                                                   |                                                       |
| 28 dicembre 1989              | Oberstdorf             | Germania Ovest | Schattenberg K115         | LH    | Dieter Thoma                                     | Josef Heumann                                     | Jens Weißflog                                         |
| 1º gennaio 1990               | Garmisch-Partenkirchen | Germania Ovest | Große Olympiaschanze K107 | LH    | Jens Weißflog                                    | Risto Laakkonen                                   | František Jež                                         |
| 4 gennaio 1990                | Innsbruck              | Austria        | Bergisel K109             | LH    | Ari-Pekka Nikkola                                | Jens Weißflog                                     | Ernst Vettori                                         |
| 6 gennaio 1990                | Bischofshofen          | Austria        | Paul Ausserleitner K111   | LH    | František Jež                                    | Dieter Thoma                                      | Ole Gunnar Fidjestøl                                  |
| 12 gennaio 1990               | Harrachov              | Cecoslovacchia | Čerťák K120               | LH    | Dieter Thoma                                     | Ladislav Dluhoš                                   | Jiří Parma                                            |
| 14 gennaio 1990               | Liberec                | Cecoslovacchia | Ještěd K115               | LH    | Werner Haim                                      | Pavel Ploc                                        | Pavel Kustov                                          |
| 17 gennaio 1990               | Zakopane               | Polonia        | Wielka Krokiew K116       | LH    | Jens Weißflog                                    | Andreas Felder                                    | Ole Gunnar Fidjestøl                                  |
| 7 febbraio 1990               | Sankt Moritz           | Svizzera       | Olympiaschanze K94        | NH    | František Jež                                    | Heinz Kuttin                                      | Ernst Vettori                                         |
| 9 febbraio 1990               | Gstaad                 | Svizzera       | Mattenschanze K88         | NH    | František Jež                                    | Miran Tepeš                                       | Ari-Pekka Nikkola                                     |
| 11 febbraio 1990              | Engelberg              | Svizzera       | Gross-Titlis-Schanze K120 | LH    | Ari-Pekka Nikkola Franci Petek                   |                                                   | Andi Rauschmeier Primož Ulaga                         |
| 16 febbraio 1990              | Val di Fiemme          | Italia         | Giuseppe Dal Ben K90      | NH    | Roberto Cecon                                    | Jens Weißflog                                     | Virginio Lunardi                                      |
| 18 febbraio 1990              | Val di Fiemme          | Italia         | Giuseppe Dal Ben K120     | LH    | František Jež                                    | Ernst Vettori                                     | Stefan Zünd                                           |
| 3 marzo 1990                  | Lahti                  | Finlandia      | Salpausselkä K114         | TL    | Austria Werner Haim Ernst Vettori Andreas Felder | Italia Ivo Pertile Roberto Cecon Virginio Lunardi | Giappone Masahiko Harada Noriaki Kasai Manabu Nikaidō |
| 3 marzo 1990                  | Lahti                  | Finlandia      | Salpausselkä K114         | LH    | Franz Neuländtner                                | Virginio Lunardi                                  | Ari-Pekka Nikkola                                     |
| 4 marzo 1990                  | Lahti                  | Finlandia      | Salpausselkä K90          | NH    | Andreas Felder                                   | Virginio Lunardi                                  | Ari-Pekka Nikkola                                     |
| 7 marzo 1990                  | Örnsköldsvik           | Svezia         | Paradiskullen K82         | NH    | Andreas Felder                                   | Werner Haim                                       | Thomas Klauser                                        |
| 11 marzo 1990                 | Sollefteå              | Svezia         | Hallstabacken K80         | NH    | Pavel Ploc                                       | Ari-Pekka Nikkola                                 | Virginio Lunardi                                      |
| 17 marzo 1990                 | Raufoss                | Norvegia       | Lønnbergbakken K90        | NH    | Andreas Felder                                   | Heinz Kuttin                                      | Jens Weißflog                                         |
| 24 marzo 1990                 | Planica                | Jugoslavia     | Bloudkova velikanka K120  | LH    | Roberto Cecon                                    | Ari-Pekka Nikkola                                 | Jens Weißflog                                         |
| 25 marzo 1990                 | Planica                | Jugoslavia     | Bloudkova velikanka K120  | LH    | Ari-Pekka Nikkola                                | Dieter Thoma                                      | Primož Ulaga                                          |

Legenda:

NH = trampolino normale

LH = trampolino lungo

TL = gara a squadre

## Classifiche

### Generale
| Pos. | Nome              | Nazione        | Punti |
| ---- | ----------------- | -------------- | ----- |
| 1    | Ari-Pekka Nikkola | Finlandia      | 287   |
| 2    | Ernst Vettori     | Austria        | 239   |
| 3    | Andreas Felder    | Austria        | 236   |
| 4    | Dieter Thoma      | Germania Ovest | 206   |
| 5    | František Jež     | Cecoslovacchia | 202   |
| 6    | Jens Weißflog     | Germania Est   | 200   |
| 7    | Pavel Ploc        | Cecoslovacchia | 186   |
| 8    | Heinz Kuttin      | Austria        | 176   |
| 9    | Werner Haim       | Austria        | 137   |
| 10   | Virginio Lunardi  | Italia         | 135   |

### Torneo dei quattro trampolini
| Pos. | Nome              | Nazione        | Punti |
| ---- | ----------------- | -------------- | ----- |
| 1    | Dieter Thoma      | Germania Ovest | 870   |
| 2    | František Jež     | Cecoslovacchia | 861   |
| 3    | Jens Weißflog     | Germania Est   | 855   |
| 4    | Ernst Vettori     | Austria        | 852   |
| 5    | Ari-Pekka Nikkola | Finlandia      | 848   |

### Nazioni
| Pos. | Nazione        | Punti |
| ---- | -------------- | ----- |
| 1    | Austria        | 912   |
| 2    | Cecoslovacchia | 506   |
| 3    | Finlandia      | 502   |
| 4    | Germania Ovest | 344   |
| 5    | Germania Est   | 233   |